# Козёлкино (посёлок)
Козёлкино — посёлок в Брянском районе Брянской области, в составе Стекляннорадицкого сельского поселения. Расположен в 5 км к югу от посёлка Стеклянная Радица, в 1 км к югу от станции Брянск-Северный. Население — 201 человек (2010).
В 5 км к востоку — одноимённая железнодорожная станция на линии Брянск—Сухиничи.

## История
Посёлок основан в 1776 году как сельцо при винокуренном заводе Ксении Ивановны Казёлкиной; в XIX веке переходит к Головачёвым. Состоял в приход села Батогово (ныне Лесное).
С 1861 до 1924 года входил в Супоневскую волость, в 1924—1929 гг. — в Бежицкой волости, с 1929 года в Брянском районе.
На западе посёлка находится братская могила бойцов 197-й стрелковой дивизии, погибших при освобождении Козёлкино от немецких войск летом 1943 года.
| Годы      | 1866 | 1926 | 1979 | 1989 | 2002 | 2010 |
| --------- | ---- | ---- | ---- | ---- | ---- | ---- |
| Население | 49   | 127  | 345  | 288  | 190  | 201  |

## Инфраструктура
Возле Козёлкино разрабатывались мощные фосфоритные поля.

## Транспорт
Между Козёлкино и Брянском 12 км, но с конца XVIII века и до сих пор туда ведут только лесные грунтовые дороги 